# Coliseo Edmundo Luna Santos
El Coliseo Edmundo Luna Santos es un coliseo polideportivo ubicado en la ciudad colombiana de Bucaramanga, propiedad de la ciudad a través del Instituto para la Juventud, Deporte y Recreación de Bucaramanga (INDERBÚ) y administrado por la Federación Colombiana de Fútbol de Salón (Fecolfutsalón) a través de la Liga Santandereana de Microfútbol.
Siendo anteriormente un hangar del antiguo aeropuerto de bucaramanga, conocido popularmente como aeropuerto Gómez Niño en honor al aviador santandereano Luis Francisco Gómez Niño,y aprovechando la infraestructura de grandes dimensiones del hangar, se construyó un coliseo en el año 1974 y fue inaugurado por el Alcalde de Bucaramanga de ese momento, Camilo Gómez Serrano. Lleva el nombre del destacado jugador de baloncesto bumangués Edmundo Luna Santos, que en su momento fue una de las máximas figuras del baloncesto colombiano. El coliseo se encuentra ubicado en el suroccidente de Bucaramanga, en la Calle 60 con carreras 11 y 12, más específicamente en el sector conocido como Ciudadela Real de Minas. En este escenario se practican las disciplinas deportivas del fútbol de salón (con reglas de la AMF) y el fútbol sala (con reglas FIFA). También se puede adecuar como sala de entrenamiento o escenario para peleas de boxeo. En su momento fue utilizado también para la práctica del baloncesto y voleibol, todo un icono de la actividad deportiva del departamento de Santander. Es la sede de los equipos profesionales de fútbol de salón Independiente Santander en el torneo masculino y Real Bumanguesas en el torneo femenino, donde juegan sus partidos como locales. El Coliseo tiene capacidad para alrededor de 4000 espectadores y fue adecuado con baños, camerinos y un gimnasio. Es también sede del equipo de futsal Real Bucaramanga de la Liga Colombiana de Fútbol Sala, en el cual alterna su localía, por razones de costos, con el Coliseo Bicentenario. Desde 2018, es también sede del equipo Atlético Santander, que participa en el Torneo Nacional Futsal, equivalente a la Segunda División del fútbol sala colombiano. 
- Datos: Q17043012